# Luise Kähler
Luise Kähler, född Girnth 12 januari 1869 i Berlin, död 22 september 1955 i Berlin, var en tysk socialist, fackföreningsledare, kvinnorättsaktivist och politiker. 

## Biografi
Kähler blev 1902 medlem av Tysklands socialdemokratiska parti (SPD) och var fyra år senare med och grundade en fackförening för kvinnor i Hamburg. År 1909 fick hon en framträdande position inom fackföreningen. Kähler samt Wilhelmine Kähler och Emma Ihrer var några av mycket få kvinnor i ledande ställning i den tyska fackföreningsrörelsen. År 1913 blev Kähler ordförande för Verband der Hausangestellten Deutschlands, en fackförening för hushållsarbetare. Från 1923 till 1933 var hon ledamot av Preussens lantdag. Under NSDAP:s och Adolf Hitlers tid vid makten förbjöds fackföreningarna och Kähler var under denna tid inaktiv.
Efter andra världskriget blev Kähler 1946 medlem av Tysklands socialistiska enhetsparti (SED).
Luise Kähler var en av de första som tilldelades Karl-Marx-Orden.